# 霍奇基斯 (科罗拉多州)
霍奇基斯（英語：Hotchkiss），是美国科罗拉多州德尔塔县下属的一座城市。建市于1901年3月14日，面积大约为0.909平方英里（2.356平方公里）。根据2010年美国人口普查，该市有人口944人。2011年估计该市有人口929人，相比2010年人口增长率为-1.59%。同时，论人口该市是科罗拉多州第148大城市。